# Club Sportivo Belgrano
Club Sportivo Belgrano is een Argentijnse voetbalclub uit San Francisco in de provincie Córdoba. De club werd genoemd naar Manuel Belgrano, de ontwerper van de Argentijnse vlag.
De club promoveerde in 2013 naar de Primera B Nacional.